# Le Testament de monsieur Napumoceno da Silva Araújo
Le Testament de monsieur Napumoceno da Silva Araújo (O Testamento do Senhor Napumoceno da Silva Araújo) est un roman de l'écrivain cap-verdien Germano Almeida paru en 1989. Il mêle l'humour à un réalisme cru, parfois pathétique, dans une écriture moderne privilégiant le style indirect libre.

## Résumé
À la mort de M. Napumoceno da Silva Araújo, illustre négociant de Mindelo, l'ouverture de son testament se révèle riche en surprises. Plus qu'un testament, ce sont 387 pages de mémoires, qui révèlent la face cachée du défunt : les coulisses de sa réussite, les péripéties de sa vie dissolue, l'existence de sa fille cachée, et sa haine pour son neveu Carlos qu'il prive de l'héritage attendu.

## Éditions
- Ilhéu Editora, São Vicente, 1989  (ISBN 972-21-0575-2)
- Traduction française par Édouard Bailby, éditions Sépia, Saint-Maur, 1995

## Adaptation cinématographique
- 1997 : O Testamento do Senhor Napumoceno de Francisco Manso